# Emilio Savorgnan
Emilio Savorgnan (* 8. November 1918 in Cagliari) ist ein italienischer Diplomat im Ruhestand.

## Leben
Er ist der Sohn von Franco Rodolfo Savorgnan, der Präsident des Nationalen Instituts für Statistik Italiens war.
Er heiratete Raffaella de Savorgnan.
1940 wurde er zum Doktor der Rechte promoviert.
1948 trat er in den auswärtigen Dienst, wurde 1952 Vizekonsul in Toulon und 1955 Gesandtschaftssekretär zweiter Klasse in Kairo.
Von 1960 bis 13. August 1964 war er Gesandtschaftssekretär in London.
1964 wurde er in Paris, Bonn und Brüssel beschäftigt.
Von 1964 bis September 1969 leitete er die Abteilung für Lateinamerika, Asien und Ozeanien im Generalamt für Migration und soziale Angelegenheiten. 1967 wurde ihm der Rang eines Ministre plénipotentiaire verliehen. Von September 1969 bis April 1973 war er Botschafter in Guatemala bei Präsident Carlos Arana Osorio.
Von April 1973 bis 1976 war er Botschafter in Lima (Peru). Von 1977 bis 1983 war er Botschafter und Beobachter beim Ständigen Rat der Organisation Amerikanischer Staaten.
1983 wurde er in den Ruhestand versetzt und lebt seither in Washington, D.C.